# Železniki
 Železniki  est une commune située dans la région de Haute-Carniole au nord-ouest de la Slovénie.

## Géographie
La commune est située à l’ouest de la localité de Kranj en Haute-Carniole et s’étend dans la vallée de la Selška Sora. L’économie de la ville est principalement orientée dans la culture du houblon ce qui se reflète sur le blason de la commune.

### Villages
Davča, Dolenja vas, Dražgoše, Golica, Kališe, Lajše, Martinj Vrh, Ojstri Vrh, Osojnik, Podlonk, Podporezen, Potok, Prtovč, Ravne, Rudno, Selca, Smoleva, Spodnja Sorica, Spodnje Danje, Studeno, Sv. Lenart, Topolje, Torka, Zabrdo, Zabrekve, Zala, Zali Log, Zgornja Sorica, Zgornje Danje et Železniki.

## Histoire
La zone fut un centre important pour la fonte de l’acier. La première fonderie est mentionnée dès 1422. Ce four sera remplacé en 1826 avant d’être arrêté en 1902. Parmi les grandes entreprises de la commune se trouvent Alples, Domel et Niko. 
L’architecture des anciens quartiers remonte principalement au XIIe siècle. La ville dispose d’un musée qui montre le travail de l’acier et qui conserve par exemple des parties des anciens fours. 

## Sports
Côté sportif, la commune accueille une équipe de handball, l’équipe de football NK Železniki et l’équipe de foot en salle des Galaks Domel.

## Démographie
Entre 1999 et 2021, la population de la commune est restée assez stable et légèrement inférieure à 7 000 habitants,.
Évolution démographique
| 1999  | 2000  | 2001  | 2002  | 2003  | 2004  | 2005  | 2006  | 2007  |
| ----- | ----- | ----- | ----- | ----- | ----- | ----- | ----- | ----- |
| 6 744 | 6 766 | 6 814 | 6 845 | 6 845 | 6 835 | 6 852 | 6 863 | 6 888 |
| 2008  | 2009  | 2010  | 2011  | 2012  | 2013  | 2014  | 2015  | 2016  |
| 6 783 | 6 779 | 6 756 | 6 781 | 6 807 | 6 817 | 6 745 | 6 720 | 6 689 |
| 2017  | 2018  | 2019  | 2020  | 2021  |       |       |       |       |
| 6 708 | 6 694 | 6 699 | 6 686 | 6 699 |       |       |       |       |

## Personnes célèbres
- Ivan Grohar (1867-1911), peintre impressionniste, né au village de Spodnja Sorica. Sa maison natale, dans le centre du village, abrite un petit musée et l'église Saint-Nicolas conserve quelques peintures des débuts de l'artiste ; une statue du peintre se dresse dans le village.
- France Koblar (1889-1975), critique littéraire.